# کباب کردن شبکه‌ای

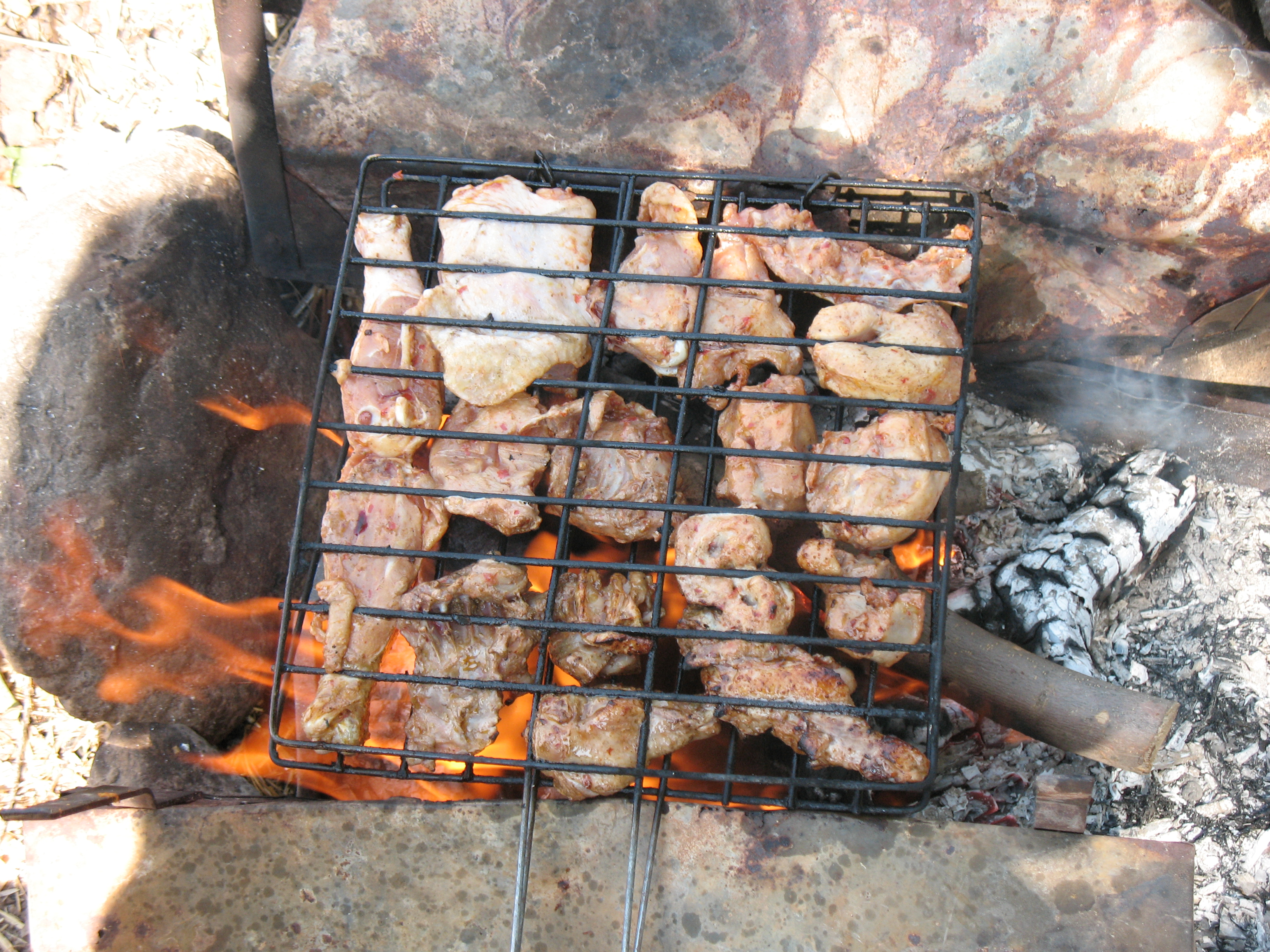
کباب کردن با توری کباب‌پزی

کباب کردن شبکه‌ای (به انگلیسی: grilling)، پختن غذا بر روی توری کباب‌پز با استفاده از گرمای تابشی را می‌گویند.
به منظور پختن سریع معمولاً گوشت از روش شبکه‌ای‌کباب‌کردن استفاده می‌کنند. در این روش غالباً گوشت به قطعات کوچک تکه تکه شده‌است. این انتقال گرما ممکن است از بالای غذا یا پایین آن اعمال شود. خوراکی که قرار است کباب شود از طریق سیخ، توری کباب‌پزی، ماهی تابه شیار دار و برجسته ویژه کباب کردن و صفحات فلزی که از زیر به آن گرما داده می‌شود، پخته می‌شود. روش کبابی کردن به وسیلهٔ سیخ و سیم‌های مشبک با استفاده از پرتوهای گرمایی و به وسیلهٔ ماهی تابه شیاردار و برجسته ویژه کباب کردن و صفحات فلزی با استفاده از انتقال مستقیم گرما صورت می‌پذیرد.
در ایالات متحده آمریکا و کانادا برای پختن با گرمای مستقیم به‌وسیلهٔ منابع گرمایی مانند گاز و زغال و الکتریسیته اصطلاح بریان کردن broil استفاده می‌شود. در این روش معمولاً ماده خوراکی مانند مرغ، گوشت، سوسیس و... با استفاده از پرتوهای گرمایی از بالا کباب می‌شوند. امروزه از دستگاه های کباب پز تابشی برای اینکار استفاده می شود. روش کبابی کردن با استفاده از انتقال مستقیم گرما نیاز به گرمای ۲۶۰ درجه سانتی گراد (۵۰۰ درجه فارنهایت) دارد. گوشتی که از راه کباب کردن پخته می‌شود نهایتاً به صورت برشته و دارای بوی دلنشینی است، این فرایند شیمیایی، واکنش مایلارد نامیده می‌شود. واکنش مایلارد هنگامی روی می‌دهد که دمای پخت غذا به بالاتر از ۱۵۵ درجه سانتیگراد (۳۱۰ درجه فارنهایت) برسد.
پژوهش‌ها در روش کبابی کردن اثبات کرده‌است که شبکه‌ای‌کبابی کردن گوشت کباب پز تابشی و انتقال حرارت از بالا بر روی کباب ها باعث می شود که مواد شیمیایی نام برده کمتر تولید شوند، همچنین خواباندن گوشت در روغن و ادویه‌جات به اندازه مناسب، موجب کاهش تولید مواد شیمیایی نام برده می‌شود.